# Rob Roy
För andra betydelser, se Rob Roy (olika betydelser).
Robert "Rob" Roy MacGregor (skotsk gaeliska: Raibeart "Rob" Ruadh MacGriogair), född 1671 i Glengyle, död 28 december 1734 i Balquihidder, var en skotsk klanledare på 1700-talet. Han har kallats för "Skottlands Robin Hood".
Hans föräldrar var Donald Glas MacGregor and Margaret Campbell. Under sin levnad kallades han Rob Roy eller Red MacGregor, "röde MacGregor", på grund av sitt röda hår. Han använde även Robert Campbell som alias. Som 18-åring följde han med sin far och andra klaner för att strida för jakobiterna mot kung Vilhelm III (engelska: William III, skotsk gaeliska: Uilleam III).
Rob Roy MacGregor blev senare en respekterad boskapshandlare, men en kollega lurade av honom en stor summa pengar och han kunde därför inte betala tillbaka en skuld. Det gjorde honom laglös och han blev fängslad. Han blev senare benådad och levde de sista åren på sitt gods Inverlochlarig Beg.
Sir Walter Scott har skrivit en roman som bär hans namn, och som gavs ut på svenska 1824. Stumfilmen Rob Roy, med David Hawthorne i titelrollen, hade premiär 1922, Disney-filmen Rob Roy – Rebellen, med Richard Todd, 1953, och UA-filmen Rob Roy, med Liam Neeson, hade premiär 1995.
År 1895 namngav bartendern på Waldorf Hotel i New York drinken Rob Roy. Det är en Manhattan-drink med skotsk whisky istället för amerikansk whiskey.